# Malá Mača
Malá Mača és un poble i municipi d'Eslovàquia que es troba a la regió de Trnava, a l'oest del país.

## Història
La vila fou annexionada per Hongria després del primer arbitratge de Viena el 2 de novembre de 1938, any en què tenia 833 habitants. Formà part del districte de Galanta, i el nom de la vila abans de la Segona Guerra Mundial era Malý Mačad/Kis-Mácséd. Durant el període del 1938 al 1945 el nom que es feia servir era Kismácséd, en hongarès. Després de l'alliberament, el poble es reintegrà a la reconstituïda Txecoslovàquia.

## Demografia
| Godina             | 1994 | 2004 | 2014   | 2024   |
| ------------------ | ---- | ---- | ------ | ------ |
| Nombre de persones | 0    | 600  | 598    | 607    |
| Diferència         |      | –    | −0,33% | +1,50% |

| Godina             | 2023 | 2024   |
| ------------------ | ---- | ------ |
| Nombre de persones | 606  | 607    |
| Diferència         |      | +0,16% |